# Wingen-sur-Moder
Pour la commune homonyme du Bas-Rhin, voir Wingen.
Wingen-sur-Moder [viŋ(g)ən syʁ mɔdɛʁ] est une commune française située dans la circonscription administrative du Bas-Rhin et, depuis le 1er janvier 2021, dans le territoire de la Collectivité européenne d'Alsace, en région Grand Est. Elle fait partie du parc naturel régional des Vosges du Nord.

## Géographie

### Localisation
Wingen-sur-Moder est un village situé à 10 km au nord-est de La Petite-Pierre.
Linguistiquement, Wingen-sur-Moder se situe dans la zone du francique rhénan.

### Géologie et relief
La commune se compose de 40,53 hectares de territoires artificialisés (5,73 %), 484,85 hectares de territoires agricoles (68,58 %) et 181,78 hectares de forêts et milieux semi-naturels (25,71 %).
Espaces naturels :
- Sept espaces protégés hors Natura 2000 :

Moosbaechel.
Kohlmatt.
Breitmatt.
Vosges du Nord : Réserve de Biosphère, zone centrale; Réserve de Biosphère, zone tampon; Réserve de Biosphère, zone de transition; Parc naturel régional.
- Un espace protégé Natura 2000 :

La Moder et ses affluents.
- Deux zones naturelles d'intérêt écologique, faunistique et floristique (Znieff) :

Forêt du Moosthal de Wimmenau à Erckarstwiller,
Cours amont de la Moder et de ses affluents.
Le village est situé dans la haute vallée de la Moder. Le Conservatoire des sites alsaciens a restauré le biotope alluvial auparavant dégradé sur son cours. Son ban communal jouxte la limite départementale avec la Moselle. 
Le ban communal a une superficie de 1 738 ha dont plus de 80 % sont occupés par des forêts. Les limites du territoire sont avant tout naturelles : six cours d'eau tracent les contours du territoire communal : le Schüsselbach puis le Falkenbach à l'ouest, la Moder, le Mosbächel, le Maibächel au sud, le Fischbach à l'est. Au nord, la limite est constituée par la ligne de partage des eaux, c'est la vieille frontière entre l'Alsace et la Lorraine passant au Breitenstein, à la source Colonner Brunnen et au Dreipeterstein. Seule la pointe nord-est sur le Kaesberg est une frontière artificielle.
C'est sa situation au sein du plateau de la Haardt, plateau gréseux qui forme le prolongement des Vosges du Nord du col de Saverne qui détermine les traits généraux du relief de la région de Wingen-sur-Moder, tapie dans un élargissement du cours montagneux de la vallée de la Moder. L'impression de montagne que l'on a dans cette région provient de la couverture forestière et de l'existence de versants raides et de corniches rocheuses. Mais il s'agit d'un plateau, prolongement naturel du Plateau lorrain. Le contraste est néanmoins net avec le relief lié aux affleurements calcaires et marneux du Muschelkalk qui débute à l'ouest de Wingen.

### Sismicité
Commune située dans une zone 3 de sismicité modérée.

### Communes limitrophes
| Rosteig et Soucht (Moselle) | Meisenthal et Goetzenbruck (Moselle) |          |
|                             | Wingen-sur-Moder                     |          |
| Zittersheim                 | Erckartswiller                       | Wimmenau |

### Écarts et lieux-dits
- Heideneck
- Huehnerschaerr
- Kohlhuette
- Stauffersberg
- Hochberg
- Gitzenthal

### Hydrographie et les eaux souterraines
Hydrogéologie et climatologie : Système d’information pour la gestion des eaux souterraines du bassin Rhin-Meuse :
Territoire communal : Occupation du sol (Corinne Land Cover); Cours d'eau (BD Carthage),
Géologie : Carte géologique; Coupes géologiques et techniques,
 Hydrogéologie : Masses d'eau souterraine; BD Lisa; Cartes piézométriques.

#### Réseau hydrographique
La commune est dans le bassin versant du Rhin au sein du bassin Rhin-Meuse. Elle est drainée par la Moder, le ruisseau de Rosteig, le ruisseau le Falkelthalbachel, le ruisseau le Fischbach, le ruisseau le Moosbaechel et le ruisseau le Zittersheim,,.
La Moder, d'une longueur de 82 km, prend sa source dans la commune de Zittersheim et se jette dans le Rhin en rive gauche à Beinheim, après avoir traversé 29 communes. 

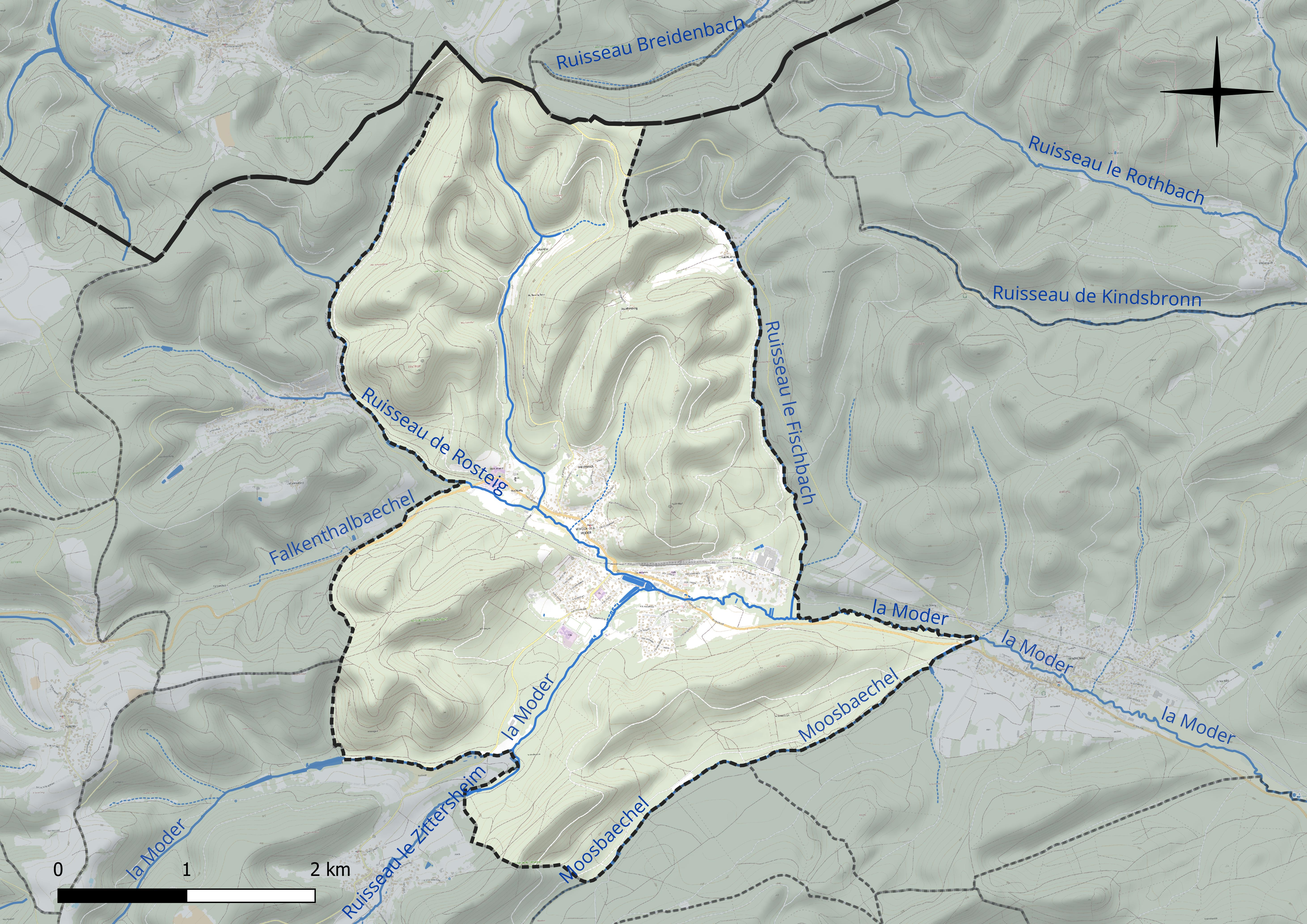
Réseau hydrographique de Wingen-sur-Moder.

#### Gestion et qualité des eaux
Le territoire communal est couvert par le schéma d'aménagement et de gestion des eaux (SAGE) « Moder ». Ce document de planification concerne le bassin versant de la Moder dont le territoire s'étend sur 1 720 km2. Le périmètre a été arrêté le 25 janvier 2006. La commission locale de l'eau a été créée le 12 juillet 2007, puis modifiée le 14 décembre 2021. La structure porteuse de l'élaboration et de la mise en œuvre est le Syndicat des eaux et de l’assainissement Alsace-Moselle (SDEA). 
La qualité des cours d’eau peut être consultée sur un site dédié géré par les agences de l’eau et l’Agence française pour la biodiversité.

### Climat
Pour des articles plus généraux, voir Climat du Grand Est et Climat du Bas-Rhin.
En 2010, le climat de la commune est de type climat des marges montargnardes, selon une étude du Centre national de la recherche scientifique s'appuyant sur une série de données couvrant la période 1971-2000. En 2020, Météo-France publie une typologie des climats de la France métropolitaine dans laquelle la commune est exposée à un climat semi-continental et est dans la région climatique  Vosges, caractérisée par une pluviométrie très élevée (1 500 à 2 000 mm/an) en toutes saisons et un hiver rude (moins de 1 °C). 
Pour la période 1971-2000, la température annuelle moyenne est de 10,1 °C, avec une amplitude thermique annuelle de 17,2 °C. Le cumul annuel moyen de précipitations est de 908 mm, avec 11,7 jours de précipitations en janvier et 10 jours en juillet. Pour la période 1991-2020, la température moyenne annuelle observée sur la station météorologique de Météo-France la plus proche, « Berg », sur la commune de Berg à 16 km à vol d'oiseau, est de 10,4 °C et le cumul annuel moyen de précipitations est de 801,8 mm. 
La température maximale relevée sur cette station est de 37,4 °C, atteinte le 25 juillet 2019 ; la température minimale est de −16,8 °C, atteinte le 7 février 2012,,. 
Les paramètres climatiques de la commune ont été estimés pour le milieu du siècle (2041-2070) selon différents scénarios d'émission de gaz à effet de serre à partir des nouvelles projections climatiques de référence DRIAS-2020. Ils sont consultables sur un site dédié publié par Météo-France en novembre 2022.

## Urbanisme

### Typologie
Au 1er janvier 2024, Wingen-sur-Moder est catégorisée bourg rural, selon la nouvelle grille communale de densité à sept niveaux définie par l'Insee en 2022.
Elle est située hors unité urbaine et hors attraction des villes,.

### Occupation des sols
L'occupation des sols de la commune, telle qu'elle ressort de la base de données européenne d’occupation biophysique des sols Corine Land Cover (CLC), est marquée par l'importance des forêts et milieux semi-naturels (68,2 % en 2018), en diminution par rapport à 1990 (91,8 %). La répartition détaillée en 2018 est la suivante : 
forêts (68,2 %), terres arables (21,2 %), zones urbanisées (8,1 %), zones industrielles ou commerciales et réseaux de communication (1,5 %), prairies (0,7 %), zones agricoles hétérogènes (0,4 %). L'évolution de l’occupation des sols de la commune et de ses infrastructures peut être observée sur les différentes représentations cartographiques du territoire : la carte de Cassini (XVIIIe siècle), la carte d'état-major (1820-1866) et les cartes ou photos aériennes de l'IGN pour la période actuelle (1950 à aujourd'hui).

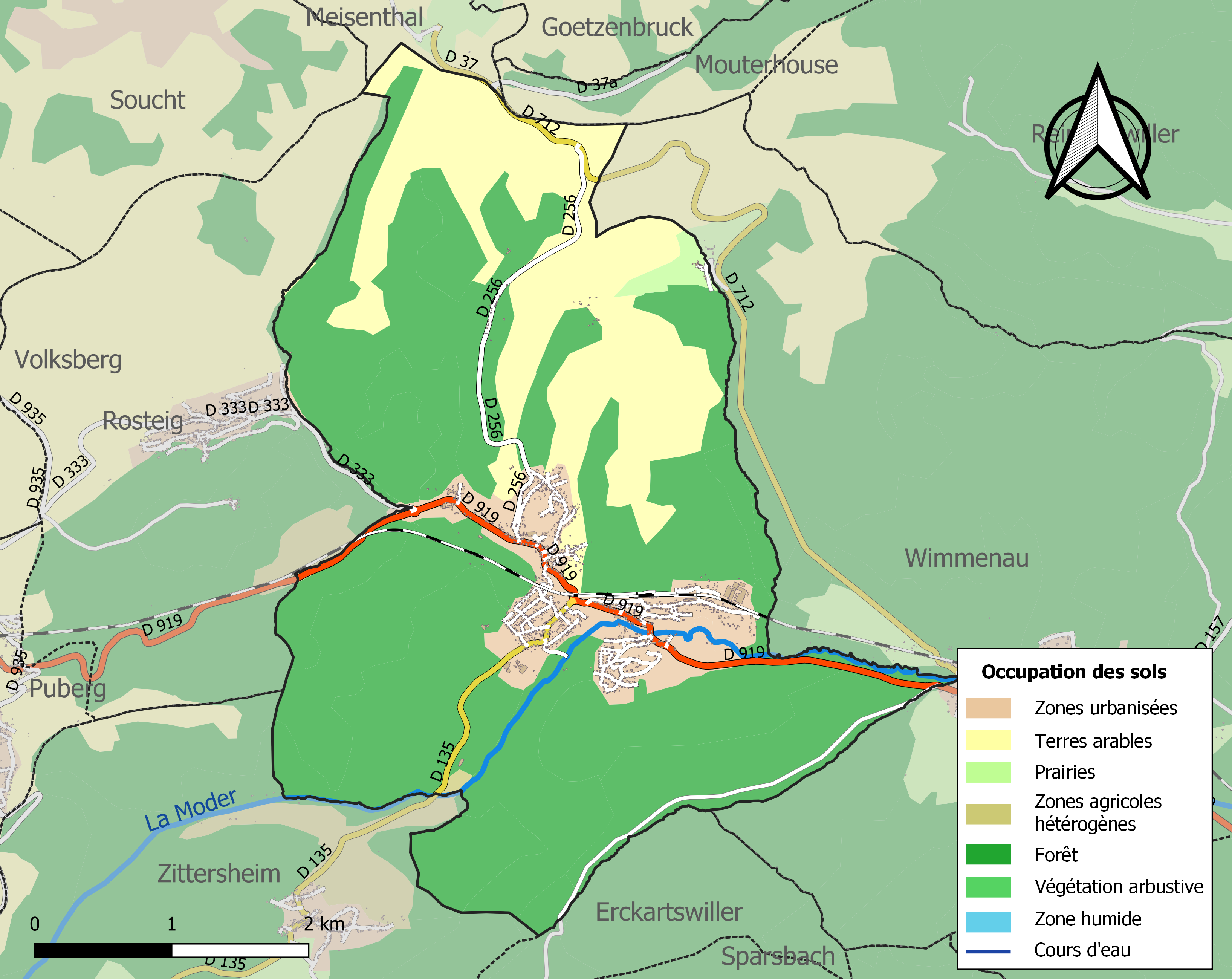
Carte des infrastructures et de l'occupation des sols de la commune en 2018 (CLC).

### Voies de communications et transports

#### Voies routières
- A4 : Échangeur n°5 Saverne 16.8 km, Échangeur n°3 Sarre-Union 18.7 km, Échangeur n°4 N4 - Phalsbourg 18.9 km.

#### Transports en commun

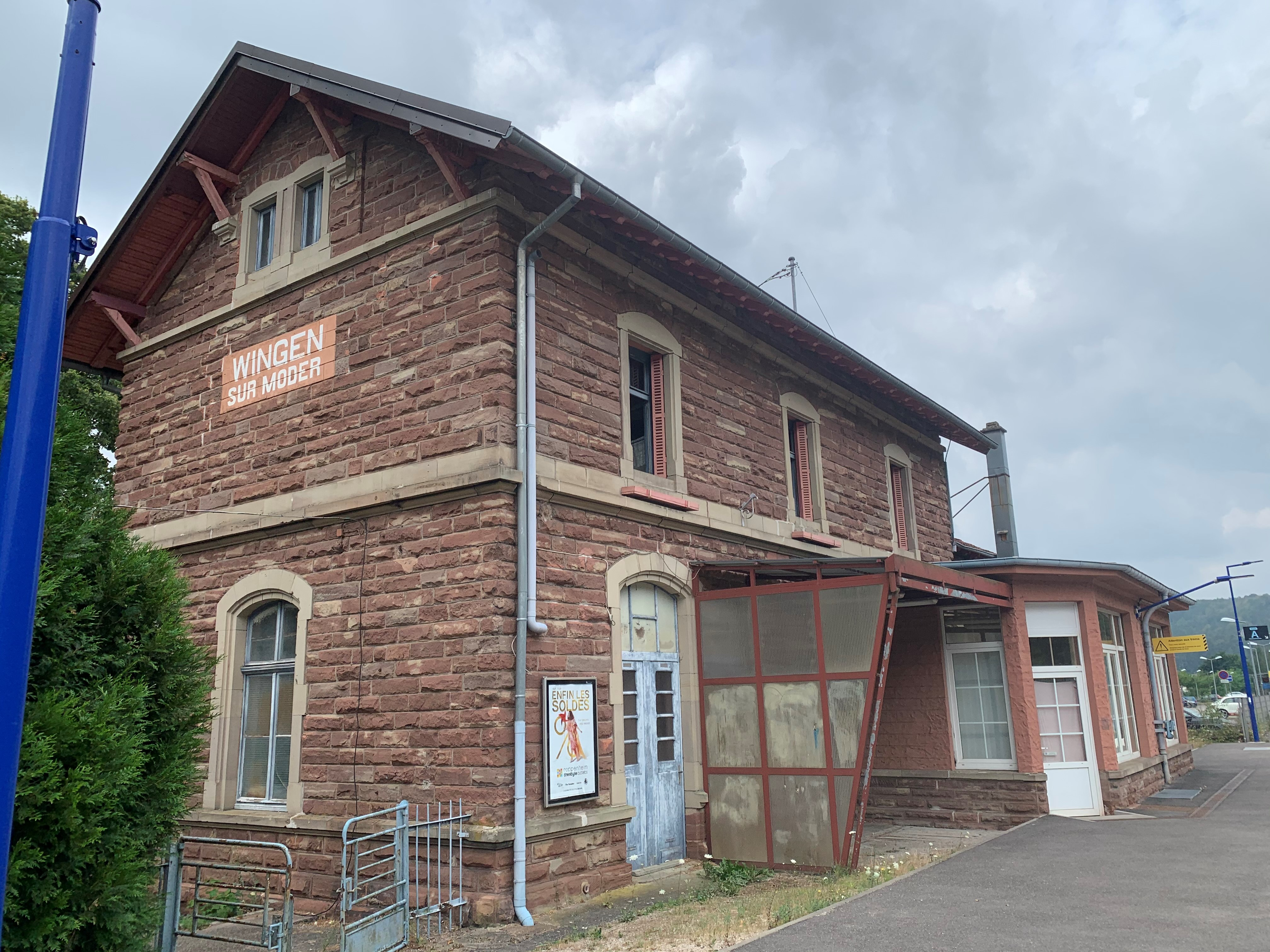
Gare de Wingen-sur-Moder.

- Fluo Grand Est.
- Transports en Alsace.

#### Lignes SNCF
- Gare de Wingen-sur-Moder[32]
- Gare de Tieffenbach - Struth
- Gare d'Ingwiller
- Gare de Diemeringen
- Gare de Bitche

## Toponymie
- Wìnge en francique rhénan[33].
- Wingen (1793),

## Histoire
Au Moyen Âge, une église paroissiale est mentionnée en 1494, puis un moulin hydraulique a été aménagé en 1574 par Georges-Jean de Palatinat-Veldenz, comte palatin de la Petite-Pierre.
Le château est construit en 1863 par Victor et Édouard Teutsch, maîtres-verriers à la verrerie du Hochberg. Le musée Lalique, ouvert en juillet 2011, est consacré au maître verrier et bijoutier René Lalique. 

## Politique et administration

### Jumelages
Wingen-sur-Moder est jumelée avec la ville de  Burgkirchen an der Alz (Allemagne).

### Budget et fiscalité 2023
En 2023, le budget de la commune était constitué ainsi :
- total des produits de fonctionnement : 1 369 000 €, soit 853 € par habitant ;
- total des charges de fonctionnement : 951 000 €, soit 592 € par habitant ;
- total des ressources d'investissement : 510 000 €, soit 318 € par habitant ;
- total des emplois d'investissement : 444 000 €, soit 276 € par habitant ;
- endettement : 1 344 000 €, soit 837 € par habitant.

Avec les taux de fiscalité suivants :
- taxe d'habitation : 14,56 % ;
- taxe foncière sur les propriétés bâties : 31,18 % ;
- taxe foncière sur les propriétés non bâties : 98,70 % ;
- taxe additionnelle à la taxe foncière sur les propriétés non bâties : 0,00 % ;
- cotisation foncière des entreprises : 0,00 %.

Chiffres clés Revenus et pauvreté des ménages en 2021 : médiane en 2021 du revenu disponible, par unité de consommation : 23 570 €.

## Population et société

### Démographie

#### Évolution démographique
L'évolution du nombre d'habitants est connue à travers les recensements de la population effectués dans la commune depuis 1793. Pour les communes de moins de 10 000 habitants, une enquête de recensement portant sur toute la population est réalisée tous les cinq ans, les populations de référence des années intermédiaires étant quant à elles estimées par interpolation ou extrapolation. Pour la commune, le premier recensement exhaustif entrant dans le cadre du nouveau dispositif a été réalisé en 2004.

En 2022, la commune comptait 1 572 habitants, en évolution de −3,5 % par rapport à 2016 (Bas-Rhin : +3,17 %, France hors Mayotte : +2,11 %).
| 1793 | 1800 | 1806 | 1821 | 1831 | 1836 | 1841 | 1846 | 1851 |
| ---- | ---- | ---- | ---- | ---- | ---- | ---- | ---- | ---- |
| 487  | 485  | 450  | 646  | 819  | 822  | 787  | 833  | 841  |

| 1856 | 1861 | 1866 | 1871 | 1875 | 1880 | 1885 | 1890 | 1895  |
| ---- | ---- | ---- | ---- | ---- | ---- | ---- | ---- | ----- |
| 850  | 841  | 877  | 805  | 775  | 748  | 754  | 834  | 1 108 |

| 1900 | 1905 | 1910 | 1921 | 1926 | 1931 | 1936  | 1946 | 1954  |
| ---- | ---- | ---- | ---- | ---- | ---- | ----- | ---- | ----- |
| 951  | 889  | 834  | 832  | 867  | 947  | 1 017 | 925  | 1 078 |

| 1962  | 1968  | 1975  | 1982  | 1990  | 1999  | 2004  | 2006  | 2009  |
| ----- | ----- | ----- | ----- | ----- | ----- | ----- | ----- | ----- |
| 1 232 | 1 458 | 1 539 | 1 550 | 1 551 | 1 484 | 1 617 | 1 631 | 1 563 |

| 2014  | 2019  | 2022  | - | - | - | - | - | - |
| ----- | ----- | ----- | - | - | - | - | - | - |
| 1 614 | 1 585 | 1 572 | - | - | - | - | - | - |

### Enseignement
Établissements d'enseignements :
- Écoles maternelles et primaires à Wingen-sur-Moder[45], Rosteig, Soucht.
- Collèges à Wingen-sur-Moder, Lemberg, Ingwiller.
- Lycées à Bouxwiller, Bitche, Éguelshardt.

### Services à la population et Associations
- École maternelle, primaire, collège.
- Halte-garderie.
- Médiathèque.
- Services de proximité : poste, banques, médecins, dentiste, kinésithérapeute, pharmacie, ambulances, etc. La commune dispose d'un panel de services de proximité rare en milieu rural et pour un village de cette importance.
- Football : Association Sportive de Wingen-sur-Moder.
- Handball : MJC Wingen-sur-Moder (http://wingen-handball.fr/pages/accueilpag.html).
- Musique de Wingen-sur-Moder (orchestre d'harmonie).
- Cinéma Amitié plus[46].

### Santé
Professionnels et établissements de santé :
- Médecins à Lembach, Wissembourg, Goersdorf, Riedseltz, Merkwiller-Pechelbronn ;
- Pharmacies à Lembach, Wissembourg, Merkwiller-Pechelbronn, Soultz-sous-Forêts ;
- Hôpitaux à Lobsann, Wissembourg, Goersdorf, Niederbronn-les-Bains.

### Cultes
- Culte protestant[47].
- Culte catholique, communauté de paroisse aux sources de la Moder[48], Diocèse de Strasbourg.

## Économie

### Entreprises et commerces

#### Agriculture
- Exploitation forestière.
- Élevage d'autres animaux.

#### Tourisme
- Hébergements et restauration à Wingen-sur-Moder, Wimmenau, Meisenthal, Hinsbourg, Soucht.

#### Commerces
- Commerces et services de proximité.

## Culture locale et patrimoine

### Lieux et monuments

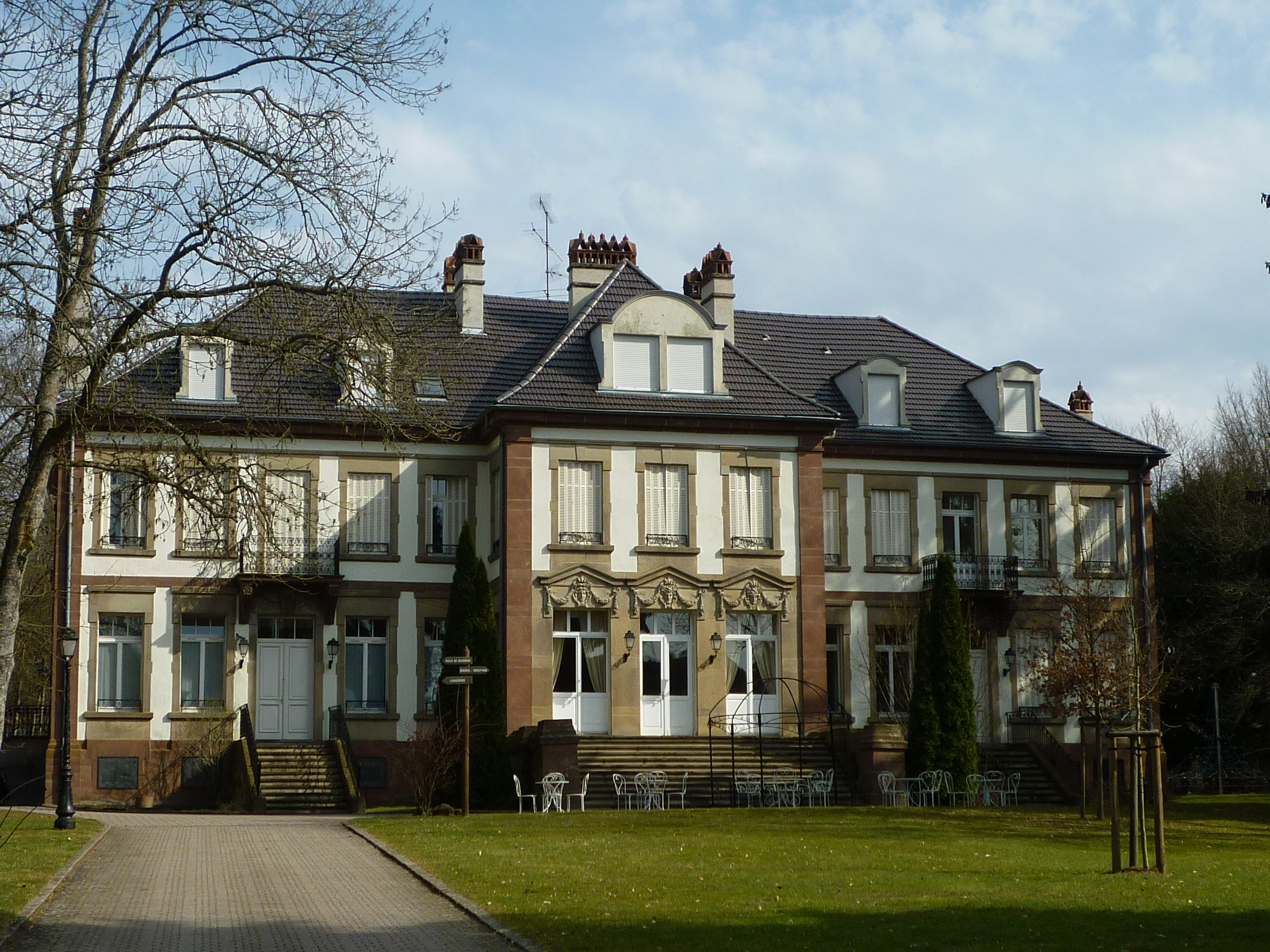
Château de Hochberg (1866).
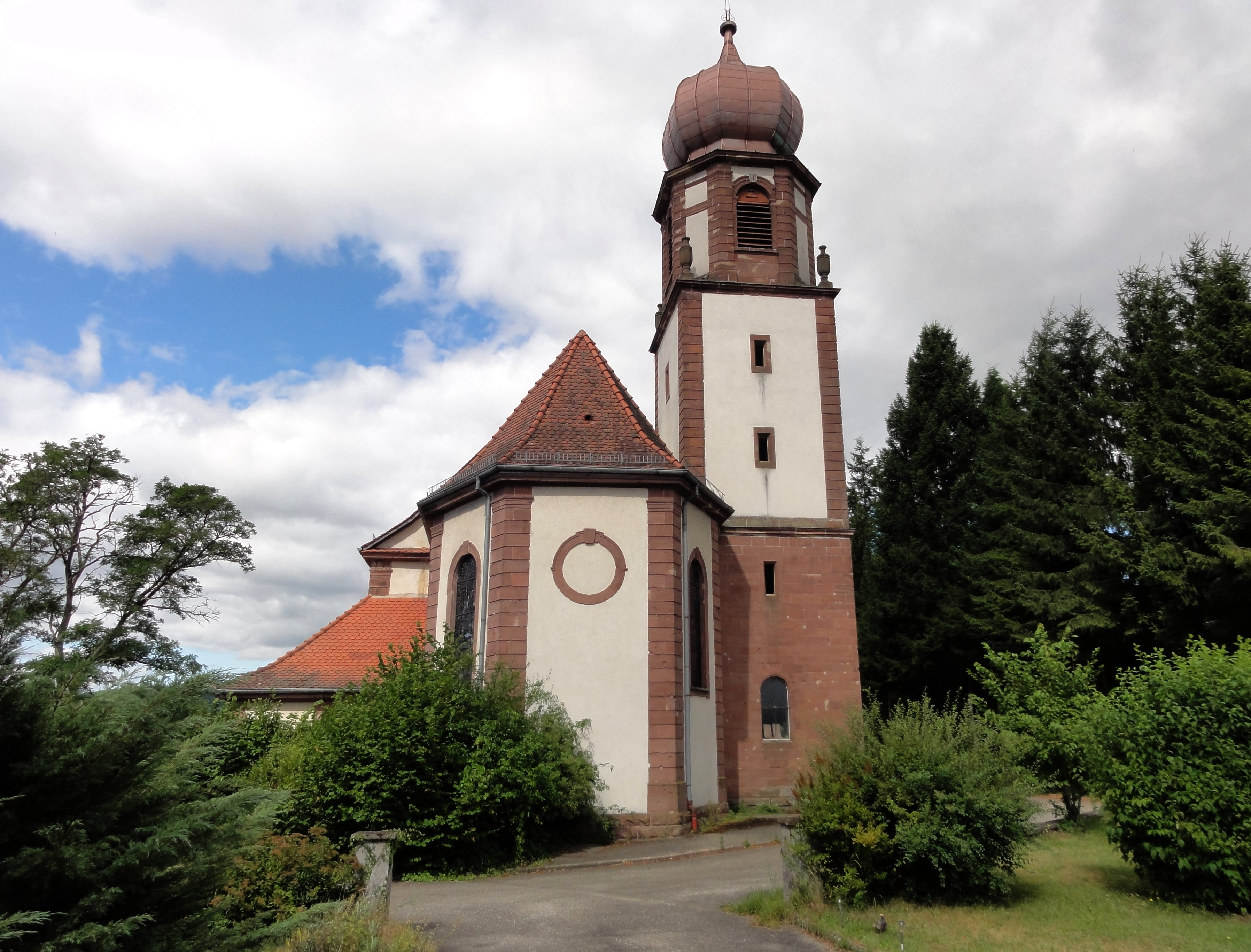
Église Saint-Félix-de-Cantalice (XXe).
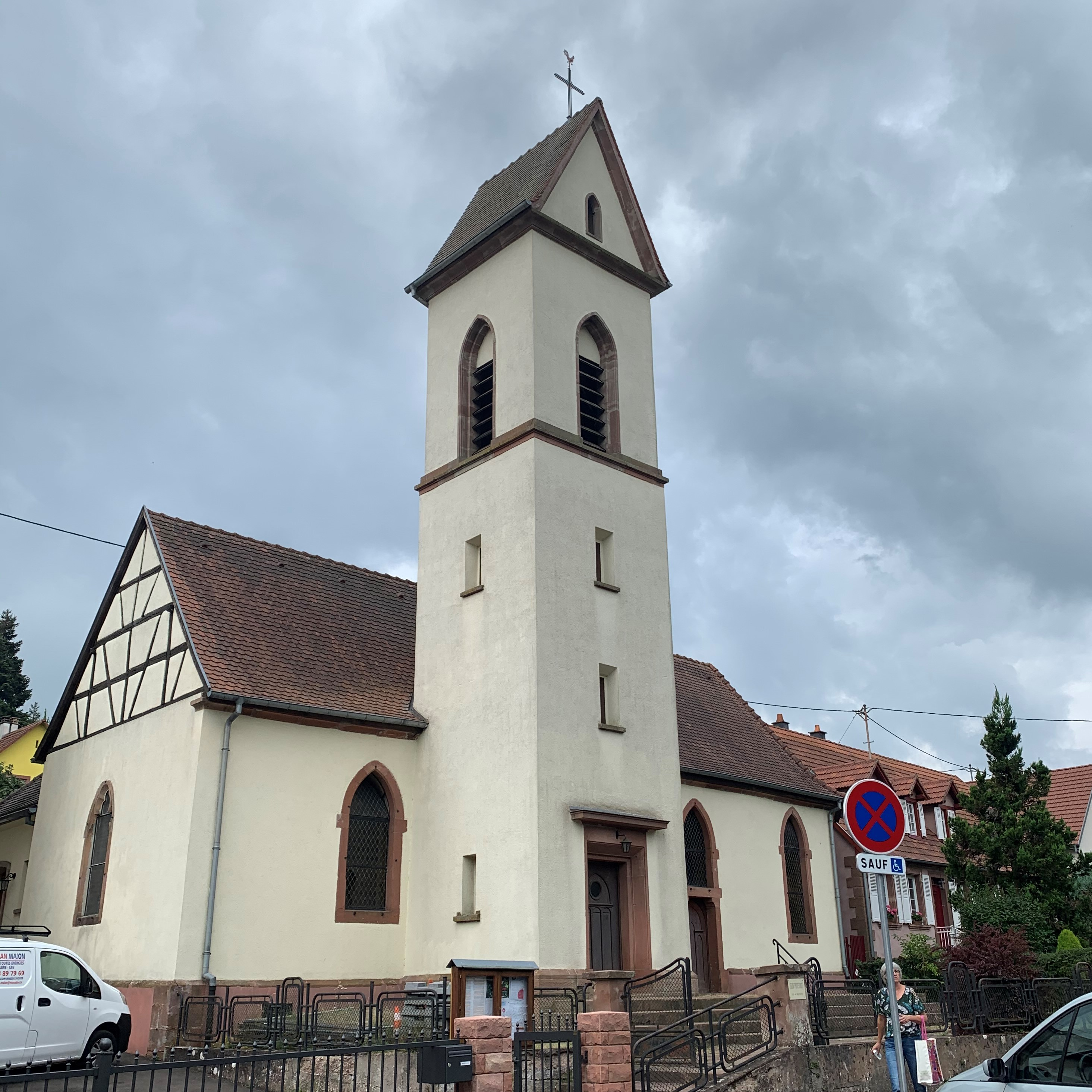
Église protestante.
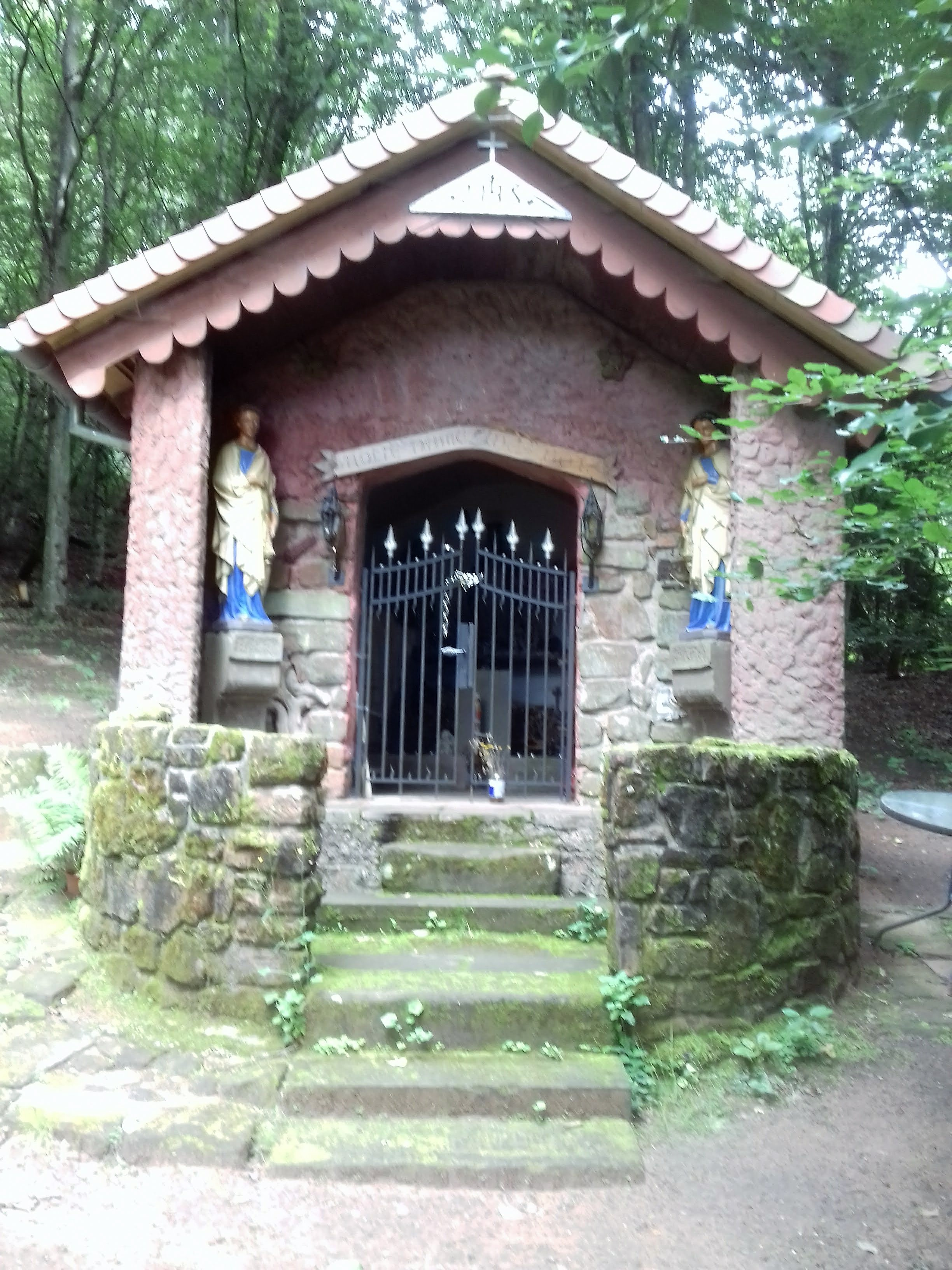
Chapelle rue des tisserands.
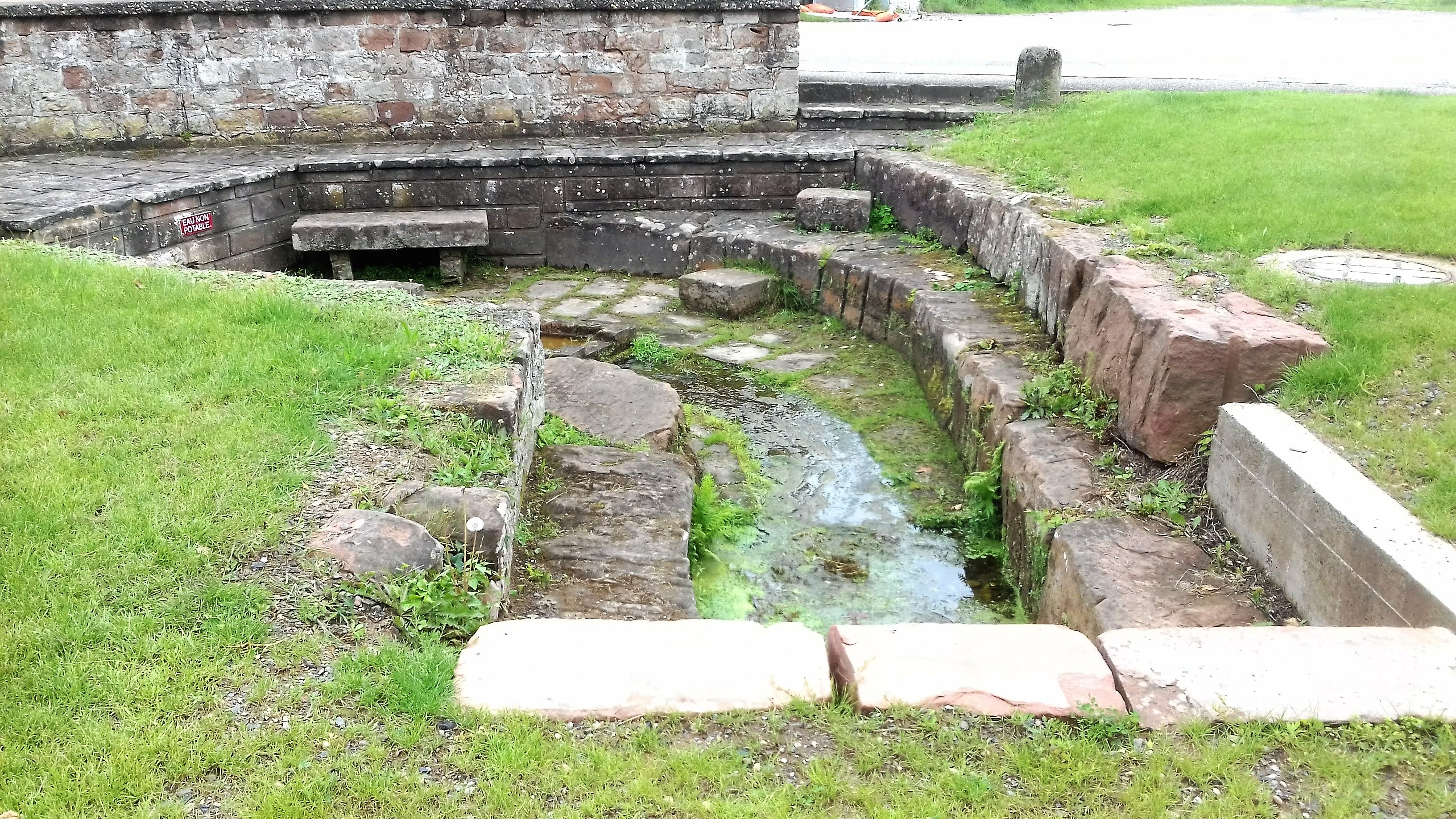
Lavoir.
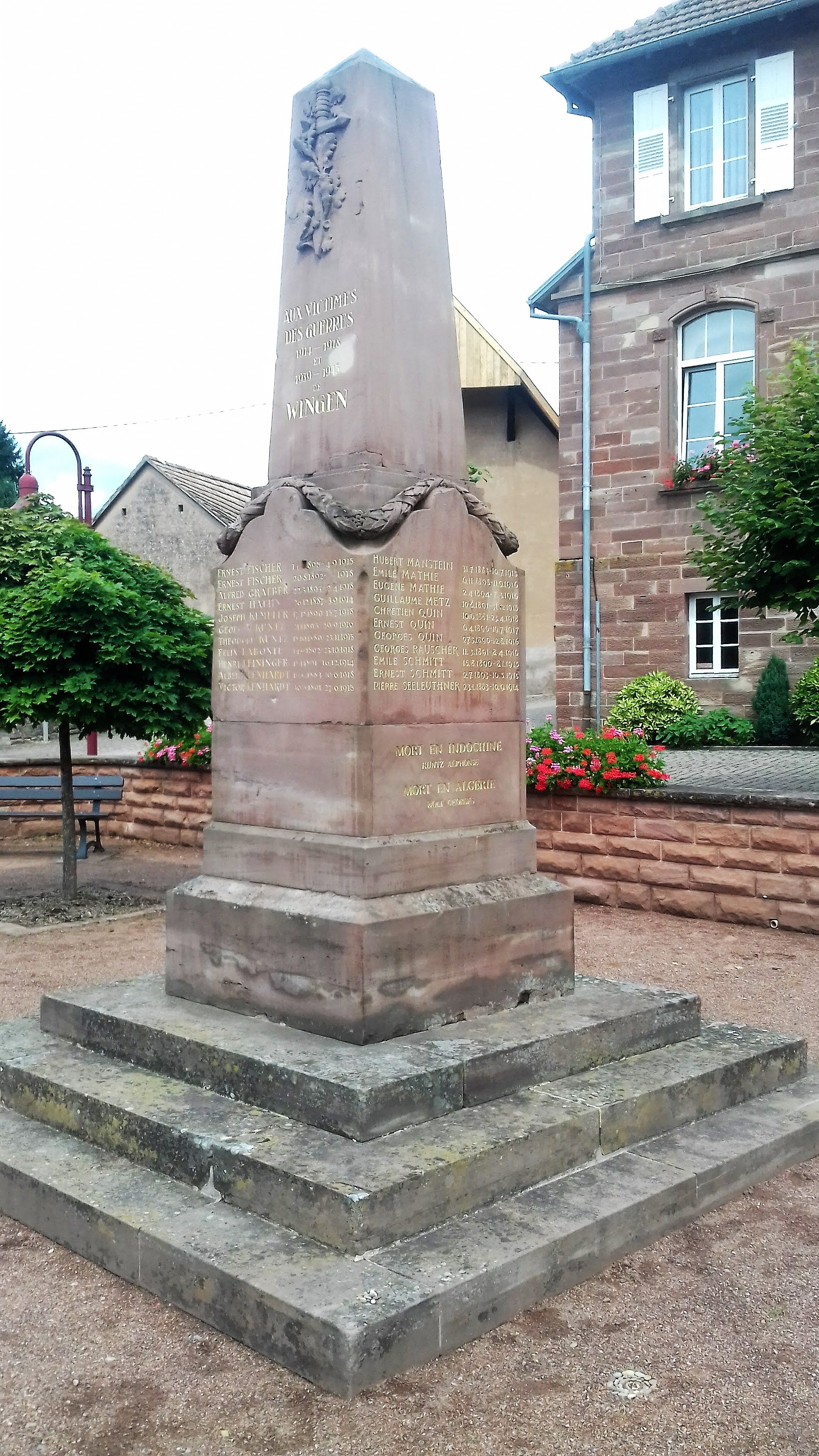
Monument aux morts.
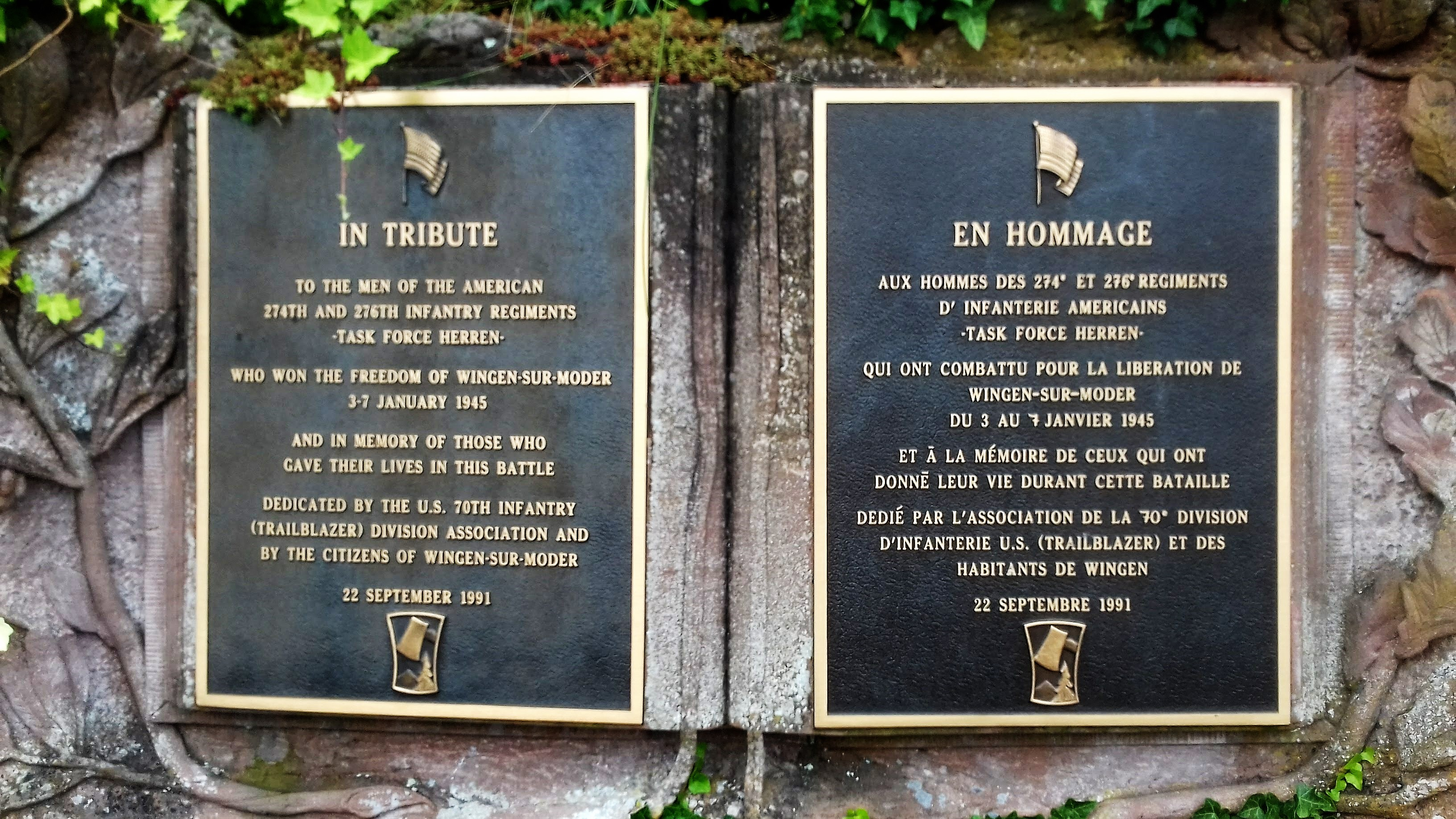
Hommage aux libérateurs de Wingen-sur-Moder.
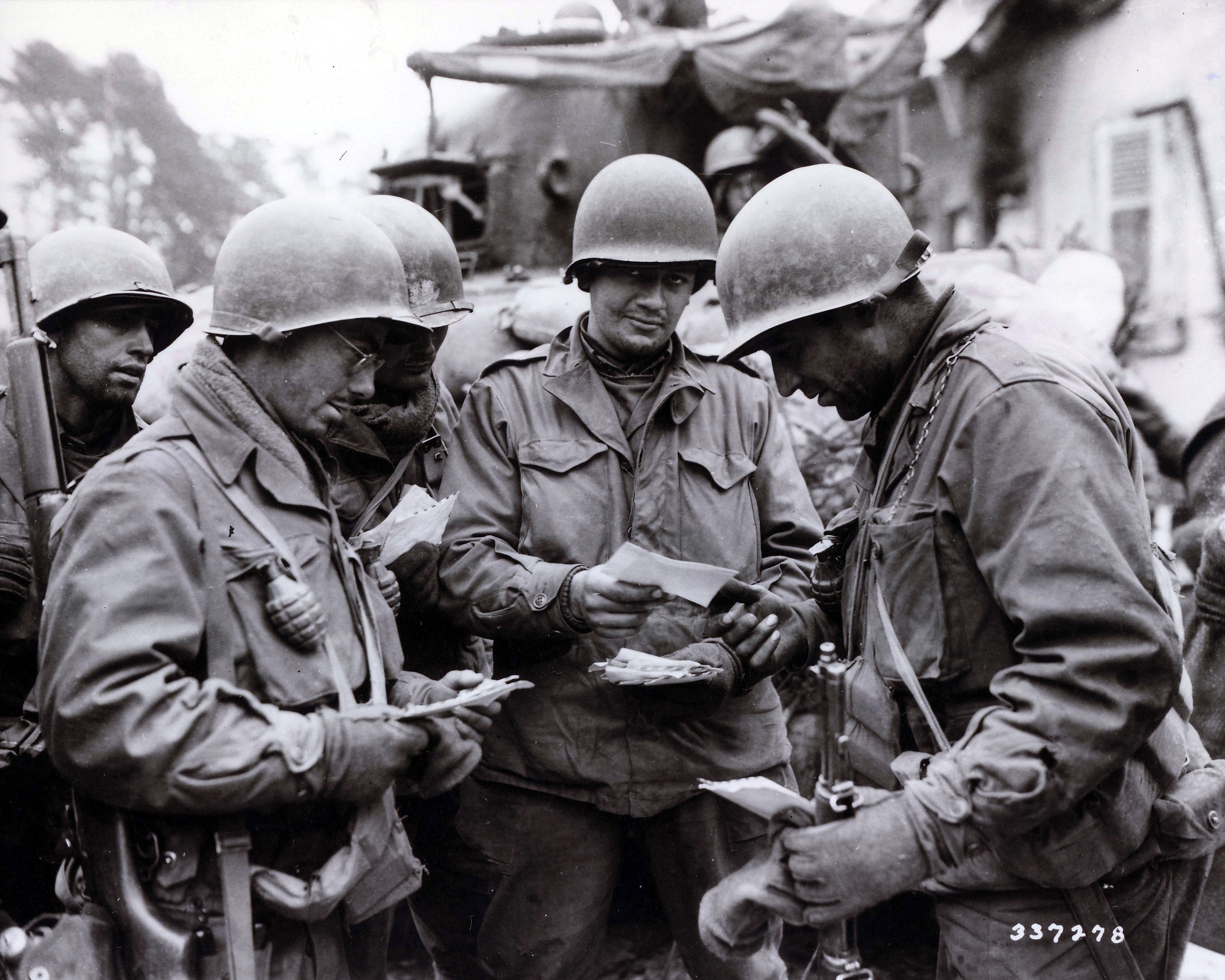
Photo fournie par la 70e division d'infanterie U.S (Traiblazer).

- Château Teutsch ou château de Hochberg, inscrit aux monuments historiques depuis 1996[49],[50].
- Musée du cristal Lalique à l'ancien site verrier du Hochberg[51],[52],[53]. Il a ouvert le 1er juillet 2011. Le bâtiment est l'œuvre de l'architecte Jean-Michel Wilmotte, associé à l’Atelier CRUPI Architectes, avec la collaboration de dUCKS scéno pour la conception de la scénographie de l'exposition permanente[54].
- Villa René Lalique[55] devenue un hôtel et restaurant gastronomique, à la sortie de la commune en direction de Zittersheim.
- Mairie[56].
- Patrimoine architectural rural recensé par le service régional de l'Inventaire général du patrimoine culturel :

Fermes,,,,.
Maisons,,,,,,,.
Patrimoine religieux :
- Église Saint-Félix-de-Cantalice, inventoriée au patrimoine culturel[70]

Orgue agrandi et reconstruit à l'identique à la facture d'Eberhard Friedrich Walcker de 1895, par Edmond Alexandre Roethinger,.
Le mobilier de l'église paroissiale Saint-Félix-de-Cantalice.
Église Saint-Ulrich puis Saint-Félix-de-Cantalice, actuellement église luthérienne,.
Le mobilier de l'église de luthériens.
- Presbytère catholique[77].
- Monuments aux morts en face de la mairie[78].
- Le monument dédié aux libérateurs américains, en hommage aux hommes des 274e et 276e régiments d'infanterie américains "Task Force Herren" qui ont combattu pour la libération de Wingen-sur-Moder du 3 au 7 janvier 1945[79] et à la mémoire de ceux qui ont donné leur vie durant cette bataille. Dédié par l'association de la 70e division d'infanterie U.S (Traiblazer) et des habitants de Wingen, le 22 septembre 1991[80].
- Cimetière[81]
- Cimetière Teutsch[82] en forêt, du côté du Hochberg, en direction de Rosteig[83].

### Personnalités liées à la commune

#### Édouard Teutsch
Fils de Jacques Henri Teutsch, Édouard Teutsch (1832-1908) suit des études de droit à Paris, mais revient à Wingen en 1855 s’occuper de la verrerie avec son frère Victor. Élu conseiller général en 1869, puis en 1871 à l’assemblée de Bordeaux, il fait partie des députés protestataires, réunis autour de Léon Gambetta pour s’opposer à l’annexion de l’Alsace. En 1874, il est élu comme député protestataire aux élections du Reichstag où il prononce, en présence de Bismarck, un discours qui provoque une explosion de colère. Quittant définitivement Berlin, il se retire en France en 1879 pour devenir trésorier-payeur à Auch, Mâcon, Épinal, puis Nancy où il prend sa retraite. À quelques centaines de mètres de la verrerie et du manoir familial, Édouard Teusch fait aménager un cimetière, qui renferme une douzaine de tombes de membres de sa famille, ainsi que trois tombes de domestiques.

#### René Lalique

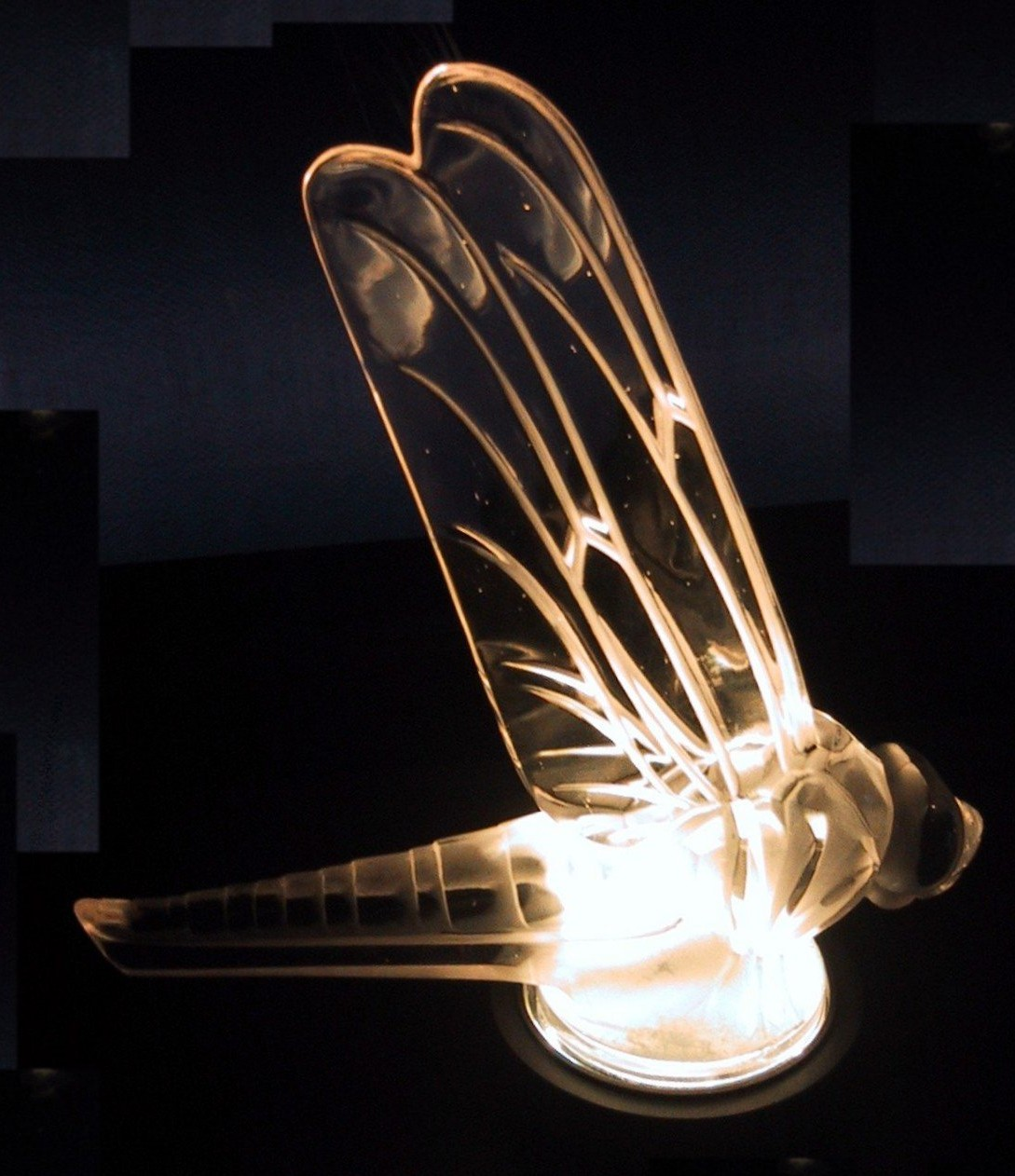
Libellule de René Lalique.

L'histoire de Lalique et La Maison Lalique

#### Alex Gulden
Depuis 2009 l'entreprise a cessé ses activités orfèvrerie, un entrepreneur du nom de Munsch reprend la structure pour y développer le traitement de surface de composants électroniques. Il associe alors son nom à celui de Gulden pour baptiser cette nouvelle entreprise qui périclitera en 2012 après liquidation judiciaire. Par la suite un scandale écologique fut révélé, mettant en lumière une importante pollution des sols aux acides et cyanures, une importante dépollution a été mise en place.

#### Silvio Denz
L'entrepreneur suisse Silvio Denz rachète la cristallerie Lalique en 2008. Il investit ensuite dans la villa historique de René Lalique pour la transformer en un hôtel - restaurant de très haut standing,.

### Héraldique
| Blason de Wingen-sur-Moder | Blason  | D'argent au verre ancien bosselé d'azur. |
| Blason de Wingen-sur-Moder | Détails |                                          |